# Адији
Адији (фр. Adilly) насеље је и општина у западној Француској у региону Поату-Шарант, у департману Де Севр која припада префектури Партне.
По подацима из 2011. године у општини је живело 304 становника, а густина насељености је износила 23,53 становника/km². Општина се простире на површини од 12,92 km². Налази се на средњој надморској висини од 180 метара (максималној 221 m, а минималној 143 m).

## Демографија
| 1962. | 1968. | 1975. | 1982. | 1990. | 1999. | 2011. |
| ----- | ----- | ----- | ----- | ----- | ----- | ----- |
| 322   | 342   | 277   | 292   | 296   | 284   | 304   |

График промене броја становника у току последњих година